# Cygnus Gymnasium

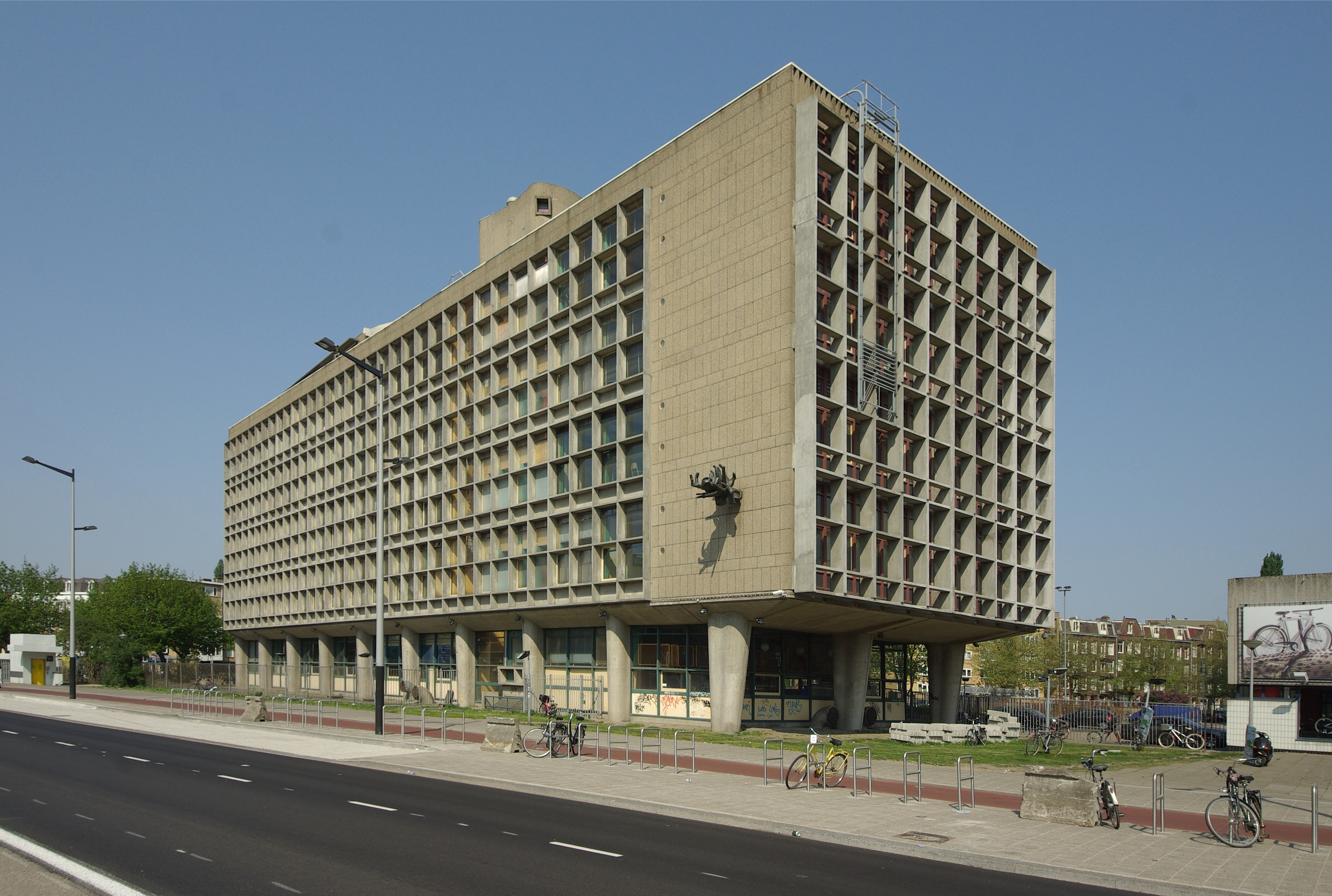
Het schoolgebouw van de Eerste Christelijke LTS Patrimonium, sinds 2013 Cygnus Gymnasium.

Het Cygnus Gymnasium is een openbaar gymnasium aan de Wibautstraat hoek Vrolikstraat in Amsterdam-Oost.  De school is sinds 2013 gevestigd in “het schip”, een brutalistisch gebouw van 1956, ontworpen door de architecten Ben Ingwersen, Commer de Geus en C. v.d. Bom.

## Geschiedenis
Tot 2005 telde Amsterdam drie categoriale gymnasia (het Barlaeus Gymnasium, het Vossius Gymnasium en het St. Ignatiusgymnasium), en een aantal scholengemeenschappen met een gymnasiumafdeling, maar het aantal aanmeldingen voor de drie categoriale gymnasia was al jaren hoger dan het aantal beschikbare plaatsen. Daarom werden in 2005 twee nieuwe gymnasia gesticht. De gymnasiumafdeling werd van het Pieter Nieuwland College afgesplitst en tot een categoriaal gymnasium gevormd, dat de naam Cygnus Gymnasium kreeg. Tegelijkertijd werd ook het 4e Gymnasium opgericht.
De school is in 2005 begonnen met drie eerste klassen. In het schooljaar 2011-2012 waren er twee zesde, twee vijfde, drie vierde, vier derde, vijf tweede en zes eerste klassen. De klassen 1 en 2 zaten in een karakteristiek gebouw aan de Linnaeushof 48, en de overige klassen zaten in een gebouw aan de Simon Stevinstraat. De school is sinds augustus 2012 een onderdeel van de ZAAM Scholengroep (daarvoor van de Amarantis Onderwijsgroep). Sinds 26 februari 2013 is het Cygnus Gymnasium gehuisvest in zijn huidige gebouw in de Vrolikstraat, maar feitelijk gelegen aan de Wibautstraat.
Sinds het schooljaar 2023/2024 geldt er op het Cygnus een telefoonverbod.